# 네트워크 광장
네트워크 광장은 iTV 경인방송에서 방송되었던 지역 정보 프로그램이다.

## 역사
2002년 4월 13일에 첫방송을 시작했으며, 원래는 토요일에 방송됐으나, 2002년 7월 15일부터 평일로 요일을 이동하여 방송하다가, 2004년 4월 20일 방송을 마지막으로 폐지되었다.

## MC
- 문영민

## 역대 방송시간
| 방송 채널 | 방송 기간                          | 방송 시간                           |
| --------- | ---------------------------------- | ----------------------------------- |
| iTV       | 2002년 4월 13일 ~ 2002년 7월 13일  | 매주 토요일 오전 10:00 ~ 오전 10:40 |
| iTV       | 2002년 7월 15일 ~ 2003년 10월 31일 | 평일 오후 5:40 ~ 저녁 6:10          |
| iTV       | 2003년 11월 3일 ~ 2004년 4월 16일  | 평일 저녁 6:00 ~ 저녁 6:30          |
| iTV       | 2004년 4월 19일 ~ 2004년 4월 20일  | 월, 화요일 저녁 6:00 ~ 저녁 6:25    |

## 종영 당시 경쟁 프로그램
- 6시 내고향 (KBS 1TV)
- 해피실버 고향은 지금 (종영) (주 1회 당시 방영) (MBC TV)
- 네트워크 현장! 고향이 보인다 (SBS TV)